# 芒刺耳蕨
芒刺耳蕨（学名：Polystichum prescottianum），为鳞毛蕨科耳蕨属下的一个种。

## 扩展阅读
維基物種上的相關：芒刺耳蕨